# Agnosia (esfingídeos)
Agnosia (Bombycidae) é um gênero de mariposa pertencente à família Bombycidae.